# Martin Gendron
Martin Gendron (Valleyfield, 15 febbraio 1974) è un hockeista su ghiaccio canadese, di ruolo ala destra.

## Palmarès

### Giovanili
- Campionato mondiale di hockey su ghiaccio Under-20: 2

 Svezia 1993
 Repubblica Ceca 1994

### Club
- Coppa Italia: 1

Asiago: 2001-2002
- Ligue Nord-Américaine de Hockey: 1

Trois-Rivières Caron & Guay: 2007-2008

### Individuali
- Miglior marcatore (gol) del campionato mondiale di hockey su ghiaccio Under-20: 1

1994 (6)
- AHL All-Star Game: 1

1994-1995
- Miglior marcatore (gol) della NLB: 2

2002-2003 (43) e 2003-2004 (39)